# 金曼 (緬因州)
金曼（英語：Kingman）是位於美國緬因州佩諾布斯科特縣的一個未組織地區。

## 地方資料
金曼的面積為65.70平方千米，當中陸地面積為64.75平方千米，而水域面積為0.95平方千米。根據2020年美國人口普查的數據，當地共有人口137人，而人口密度為每平方千米2.09人。